# 덴파이잔역
덴파이잔역(일본어: 天拝山駅)은 일본 후쿠오카현 지쿠시노시에 있는 규슈 여객철도 가고시마 본선의 역이다. 역 명은 이 역 서쪽에 위치하는, 만요슈로도 노래하는 덴파이잔으로 유래하고 있지만, 이 산으로의 주요한 등산구는 후쓰카이치역쪽이 가깝다.

## 역 구조
상대식 승강장 2면 2선을 가진, 동쪽만으로 역사 및 개찰구를 가진 지상역이다. 서로의 승강장은 과선교로 연락하고 있다.
규슈 교통기획이 역 업무를 행하는 업무 위탁역이며, 마르스가 없지만 POS 단말이 설치되어 있다. 당초는 근거리 차표용 승차권 자동 발매기 및 간이형 자동 개찰기가 설치되어 있지만, 이온 몰 지쿠시노 개업에 수반해 승강객의 증가에 대응하기 위해 규슈 여객철도 표준의 자동개찰기로 옮겨 놓을 수 있었다. SUGOCA에 관해서, 이용은 가능하나 발매는 행하지 않지만, 현금만 취급하게 된다.
덧붙여, 현황 이온 몰 지쿠시노 쪽, 곧 서쪽으로는 개찰구가 설치되어있지 않다.

## 역 주변
- 지쿠시노 경찰서
- 지쿠시노 다자이후 소방본부
  - 지쿠시노 소방서
- 후쿠오카 야쿠르트 공장
- 일본담배산업 규슈 공장
- 후쿠오카 현 적십자 혈액 센터
- 이온 몰 지쿠시노
- 유메타운 지쿠시노

## 역사
- 1989년 3월 11일 : 개업.
- 2009년 3월 1일 : IC카드 SUGOCA의 사용을 개시.

## 인접 역
| 가고시마 본선          | 가고시마 본선 | 가고시마 본선        |
| ---------------------- | ------------- | -------------------- |
| 후쓰카이치 모지코 방면 | ■ 보통        | 하루다 가고시마 방면 |